# 吉永祐介
吉永 祐介（よしなが ゆうすけ、1932年（昭和7年）2月14日 - 2013年（平成25年）6月23日）は、日本の検察官（第18代検事総長）。弁護士。岡山市生まれ。位階は正三位。

## 来歴・人物
日通事件、ロッキード事件など数多くの事件を東京地検特捜部で手がけ、俗にいう“現場派”として検事総長を歴任。2004年（平成16年）4月29日、瑞宝大綬章受章。
ロッキード事件の際、吉永副部長は新聞記者に対して「黙れ」「とにかく今後P3Cと書くことはならん」と言い、違反したら地検の会見には出させないと脅した。翌日からP3Cが紙面からきれいさっぱり消えたという。また、実質的な司法取引による刑事免責を与えられたロッキード社幹部のアーチボルド・コーチャンの証言について、吉永副部長は「米国人は聖書に手を置いて証言するから嘘は言わない」と新聞記者に言ったという。警察から情報が漏れていると考えていた。
氏名の正式な表記は「吉」は異体字（「士＝さむらい」の部分が「土＝つち」）、「祐」は旧字体（示へんに右）であり、検事総長の官記（及び辞令書）にもその表記が使用された。

## 略歴
- 1932年（昭和7年）2月 四姉弟の長男として衣料品販売業の家に生まれる。
- 岡山県西大寺中学校（現・岡山県立西大寺高等学校）を飛び級の4年で修了し、旧制第六高等学校へ進学。のちの通産事務次官の小長啓一が同窓にあたる。
- 学制改革で第六高等学校が岡山大学に包括され、法文学部を卒業。在学中に司法試験合格。
- 1955年（昭和30年） 検事任官。以後、東京地検、長野地検、札幌地検、東京地検八王子支部などに勤務。
- 1964年（昭和39年）3月 東京地検特捜部に異動。
- 1967年（昭和42年） 日通事件発生

日本通運の福島敏行前社長の取調べにあたる。
- 1972年（昭和47年）8月 法務省刑事局参事官に就任。
- 1975年（昭和50年）1月 東京地検特捜部副部長に就任。
- 1976年（昭和51年） 東京地検特捜部の副部長。

ロッキード事件の主任検事を務める。
- 1978年4月（昭和53年） 東京地検特捜部長に就任。

ダグラス・グラマン事件捜査の指揮を執る。
- 1980年（昭和55年）6月 最高検察庁検事に就任。
- 1982年（昭和57年）11月 東京地検次席検事に就任。
- 1984年（昭和59年）11月 宇都宮地検検事正に就任。
- 1985年（昭和60年）12月 最高検公判部長に就任。
- 1988年（昭和63年）12月19日 東京地検検事正に就任。

この異動は検事総長の前田宏の直接指示による。
- 1989年（平成元年）5月29日 リクルート事件の捜査終結宣言を検事正談話として行う。
- 1991年（平成3年）3月28日 広島高検検事長に就任。

このポストは次の大阪高検検事長で定年を迎える（実力ある捜査官だが中枢には行けない）検事のコースと見られていた。
- 1992年（平成4年）9月28日 東京佐川急便事件が発生

金丸信副総理が5億円を受け取りながら、政治資金規正法第22条の2の寄付金の量的制限違反の罪（罰金20万円以下）で略式起訴となったが、同様に1億円を受け取った金子清前新潟県知事が政治資金規正法第25条の虚偽記載の罪（禁錮5年以下）の疑いで正式起訴（後に、禁錮1年・執行猶予3年の判決）されたことに、怒りの電話や投書が東京地検に殺到し、石碑にペンキを投げつけられた。現役の検察首脳の一人である佐藤道夫札幌高検検事長（後に参議院議員）も9月29日付朝日新聞で批判する異例の事態となった。
- 1992年（平成4年）12月12日 宮澤喜一内閣が改造し、法務大臣に後藤田正晴が入閣した。

その後藤田の就任第一声が「吉永君はどこにいるのか」であった。
- 1993年（平成5年）7月2日 東京高検検事長に就任。（大阪高検からの異動は異例中の異例）

後藤田の存在と現場の「吉永コール」に応える形で、定年を迎えた藤永幸治の後任として就任。
- 1993年（平成5年）12月13日　第18代検事総長に就任（旧制大学出身以外としては初）。
- 1996年（平成8年）1月16日 任期を1年残して勇退。

後任の検事総長は“赤レンガ派”の根来泰周を飛ばして、同じく“現場派”の土肥孝治。
- 1996年3月（平成8年） 弁護士登録。
- 1996年6月（平成8年） 株式会社ベネッセコーポレーション監査役。
- 1998年6月（平成10年） 東京海上火災保険株式会社監査役
- 2001年5月（平成13年） 株式会社大丸監査役
- 2004年（平成16年）4月　瑞宝大綬章受章。
- 2004年（平成16年）12月　同年に発生した輸入BSE牛肉偽装問題で、10名の逮捕者を出したハンナン・グループ立て直しを図る「コンプライス委員会」の委員長を2004年（平成16年）12月から2006年（平成18年）6月まで務めた。
- 2013年（平成25年）6月23日、肺炎により死去[4][5]。81歳没。歿日付で正三位に叙された。